# (2806) Graz
(2806) Graz (1953 GG) – planetoida z pasa głównego asteroid okrążająca Słońce w ciągu 3,67 lat w średniej odległości 2,38 j.a. Odkryta 7 kwietnia 1953 roku.